# Morti nel 1785
| Questa pagina contiene informazioni ricavate automaticamente dalle voci biografiche con l'ausilio del template Bio e di un bot. L'aggiornamento è periodico e automatico e ricostruisce completamente la pagina. Se manca una persona in questa lista, sei pregato di non aggiungerla, ma accertati piuttosto che la sua voce biografica contenga il template Bio e che i dati anagrafici siano correttamente compilati. Se il template Bio manca, inseriscilo tu stesso o, in alternativa, metti l'avviso {{tmp\|Bio}} che ne segnala la mancanza. Se i dati riportati sono sbagliati, correggi direttamente la voce biografica; le modifiche saranno visibili in questa lista entro pochi giorni. Per chiarimenti vedi il progetto biografie. La lista contiene solo le 132 persone che sono citate nell'enciclopedia e per le quali è stato implementato correttamente il template Bio. Pagina aggiornata al 10 lug 2025. |

## Gennaio(2)
- 3 gennaio - Baldassare Galuppi, compositore e organista italiano (n. 1706)
- 27 gennaio - Pietro Igneo Grossi, predicatore italiano (n. 1696)

## Febbraio(13)
- 1º febbraio - Paolo Maria Paciaudi, religioso, archeologo e bibliotecario italiano (n. 1710)
- 4 febbraio - Bonaventura Luchi, religioso e storico della filosofia italiano (n. 1700)
- 5 febbraio - Antonio Maria Sacconi, vescovo cattolico e missionario italiano (n. 1741)
- 11 febbraio - Ali Murad Khan, sovrano persiano
- 13 febbraio - Gheorghe Crișan, rivoluzionario rumeno (n. 1733)
- 18 febbraio - Agostino Ripa di Meana, nobile italiano (n. 1730)
- 19 febbraio - Johann Christoph Richter, compositore e organista tedesco (n. 1700)
- 22 febbraio - Peter di Hannover (n. 1713)
- 23 febbraio - Lazzaro Opizio Pallavicini, cardinale e arcivescovo cattolico italiano (n. 1719)
- 24 febbraio - Thomas Dyke Acland, VII baronetto, politico inglese (n. 1722)
- 24 febbraio - Carlo Maria Buonaparte, avvocato, generale e politico italiano (n. 1746)
- 25 febbraio - Gottlieb Friedrich Bach, pittore e organista tedesco (n. 1714)
- 28 febbraio - John Elphinstone, ammiraglio inglese (n. 1722)

## Marzo(12)
- 3 marzo - Balthasar Ferdinand Moll, scultore austriaco (n. 1717)
- 5 marzo - Joseph Reed, politico statunitense (n. 1741)
- 6 marzo - Giulio Cesare Cordara, gesuita, storico e letterato italiano (n. 1704)
- 6 marzo - Leopoldo Andrea Guadagni, giurista italiano (n. 1705)
- 7 marzo - Pons Augustin Alletz, agronomo e saggista francese (n. 1703)
- 8 marzo - Mario Gioffredo, architetto, ingegnere e incisore italiano (n. 1718)
- 15 marzo - Giovanni Antonio Rubbi, religioso italiano (n. 1693)
- 17 marzo - Antonio Giuseppe della Torre di Rezzonico, scrittore e militare italiano (n. 1709)
- 20 marzo - Claude-François-Xavier Millot, religioso e storico francese (n. 1726)
- 21 marzo - Marin Tourlonias, banchiere francese (n. 1725)
- 28 marzo - Philipp Daniel Lippert, archeologo e illustratore tedesco (n. 1702)
- 31 marzo - Antonio Zirardini, giurista, storico e archeologo italiano (n. 1725)

## Aprile(9)
- 2 aprile - Gabriel Bonnot de Mably, filosofo e politico francese (n. 1709)
- 5 aprile - Francesco Androsi, scultore italiano (n. 1713)
- 9 aprile - Margaret Harley, nobildonna inglese (n. 1715)
- 12 aprile - Cristina Antonia Somis, cantante italiana (n. 1704)
- 13 aprile - Michel-François Dandré-Bardon, pittore e scrittore francese (n. 1700)
- 24 aprile - Federico II di Meclemburgo-Schwerin, duca (n. 1717)
- 27 aprile - Massimiliano Leopoldo di Brunswick-Wolfenbüttel, generale prussiano (n. 1752)
- 27 aprile - Vittorio Giovardi, letterato, giurista e presbitero italiano (n. 1699)
- 27 aprile - Halil Hamid Pascià, politico ottomano (n. 1736)

## Maggio(7)
- 4 maggio - János Sajnovics, linguista, astronomo e gesuita ungherese (n. 1733)
- 8 maggio - Étienne François de Choiseul, generale, diplomatico e politico francese (n. 1719)
- 8 maggio - Pietro Longhi, pittore italiano (n. 1701)
- 15 maggio - Karel Blažej Kopřiva, compositore e organista ceco (n. 1756)
- 19 maggio - Vincenzo Martinelli, scrittore italiano (n. 1702)
- 27 maggio - Jean-Baptiste Le Paon, pittore e militare francese (n. 1738)
- 30 maggio - Gian Gabriello Maccafani, scrittore italiano (n. 1762)

## Giugno(12)
- 2 giugno - Jean-Paul de Gua de Malves, abate, matematico e economista francese (n. 1713)
- 2 giugno - Gottfried August Homilius, compositore e direttore di coro tedesco (n. 1714)
- 9 giugno - Paolo Massei, cardinale italiano (n. 1712)
- 12 giugno - Donato Del Piano, organaro e presbitero italiano (n. 1704)
- 15 giugno - Jean-François Pilâtre de Rozier, aviatore e chimico francese (n. 1754)
- 25 giugno - Pierre Talon, violoncellista e compositore francese (n. 1721)
- 25 giugno - Andrea Tron, politico italiano (n. 1712)
- 26 giugno - Johann Gerhard Koenig, medico e botanico tedesco (n. 1728)
- 26 giugno - Carlo Pergamo, vescovo cattolico italiano (n. 1726)
- 29 giugno - Gabriele IV di Costantinopoli, arcivescovo ortodosso greco
- 30 giugno - James Edward Oglethorpe, generale e politico inglese (n. 1696)
- 30 giugno - Eugenio Ilarione di Savoia-Carignano, principe (n. 1753)

## Luglio(2)
- 6 luglio - Federico Augusto I di Oldenburg, sovrano tedesco (n. 1711)
- 10 luglio - Giovanni Anastasio Pozzobon, poeta e tipografo italiano (n. 1713)

## Agosto(9)
- 7 agosto - Luigi Antonio di Borbone-Spagna, nobile spagnolo (n. 1727)
- 11 agosto - Marie-Joseph Peyre, architetto francese (n. 1730)
- 17 agosto - Jonathan Trumbull, politico statunitense (n. 1710)
- 19 agosto - Giuseppe Appiani, pittore, disegnatore e incisore italiano (n. 1706)
- 20 agosto - Jean-Baptiste Pigalle, scultore francese (n. 1714)
- 21 agosto - Mario Guarnacci, letterato, archeologo e numismatico italiano (n. 1701)
- 26 agosto - Pierre Le Roy, orologiaio francese (n. 1717)
- 26 agosto - Ventura Rodríguez, architetto spagnolo (n. 1717)
- 31 agosto - Pietro Chiari, gesuita, drammaturgo e scrittore italiano (n. 1712)

## Settembre(9)
- 4 settembre - Giorgio Domenico Fossati, architetto, incisore e scrittore svizzero (n. 1705)
- 9 settembre - George Neville, I conte di Abergavenny, nobile inglese (n. 1727)
- 15 settembre - Leopoldo de Gregorio, marchese di Squillace, politico e diplomatico italiano (n. 1699)
- 15 settembre - Luigi Valadier, orafo e gioielliere italiano (n. 1726)
- 19 settembre - Maria Antonia di Borbone-Spagna, regina (n. 1729)
- 29 settembre - Jakob Gujer, agricoltore svizzero (n. 1718)
- 30 settembre - Friedrich Samuel Bock, filosofo e teologo tedesco (n. 1716)
- 30 settembre - James FitzJames, III duca di Berwick, nobiluomo spagnolo (n. 1718)
- 30 settembre - Franz Stephan Rautenstrauch, abate, presbitero e teologo austriaco (n. 1734)

## Ottobre(6)
- 4 ottobre - Alexander Runciman, pittore scozzese (n. 1736)
- 8 ottobre - Friedrich Christian Baumeister, filosofo tedesco (n. 1709)
- 11 ottobre - Paolo Tommaso Alberghi, violinista e compositore italiano (n. 1716)
- 19 ottobre - Hugues Taraval, pittore francese (n. 1729)
- 30 ottobre - Gustav Philip Creutz, poeta e diplomatico finlandese (n. 1731)
- 31 ottobre - Federico II d'Assia-Kassel, nobile (n. 1720)

## Novembre(10)
- 4 novembre - Pierre-Jean Grosley, storico e scrittore francese (n. 1718)
- 6 novembre - Giorgio Augusto di Meclemburgo-Strelitz, militare e nobile austriaco (n. 1748)
- 13 novembre - Joaquín Ibarra, tipografo e editore spagnolo (n. 1725)
- 15 novembre - Innocenzo Conti, cardinale e arcivescovo cattolico italiano (n. 1731)
- 16 novembre - Johan Gottschalk Wallerius, chimico e mineralogista svedese (n. 1709)
- 18 novembre - Luigi Filippo I di Borbone-Orléans, generale francese (n. 1725)
- 19 novembre - Bernard de Bury, clavicembalista e compositore francese (n. 1720)
- 20 novembre - James Wright, politico britannico (n. 1716)
- 24 novembre - Federica Elisabetta di Württemberg, principessa (n. 1765)
- 28 novembre - William Whipple, militare e politico statunitense (n. 1730)

## Dicembre(11)
- 3 dicembre - Ferdinando Morozzi, cartografo, matematico e architetto italiano (n. 1723)
- 6 dicembre - Kitty Clive, attrice teatrale britannica (n. 1711)
- 8 dicembre - Antonio Maria Mazzoni, compositore italiano (n. 1717)
- 12 dicembre - Carlotta d'Assia-Darmstadt, duchessa (n. 1755)
- 14 dicembre - Giovanni Battista Cipriani, pittore e disegnatore italiano (n. 1727)
- 18 dicembre - Giuseppe Allegranza, religioso, archeologo e bibliotecario italiano (n. 1713)
- 20 dicembre - Carlo Federico di Hohenzollern-Sigmaringen, principe (n. 1724)
- 21 dicembre - Giovanni Battista Borsieri, medico italiano (n. 1725)
- 29 dicembre - Johann Christoph Bohl, medico tedesco (n. 1703)
- 29 dicembre - Johann Heinrich Rolle, compositore, violinista e organista tedesco (n. 1716)
- 31 dicembre - Antoine Léonard Thomas, poeta e critico letterario francese (n. 1734)

## Senza giorno specificato(30)
- John Belchier, medico inglese (n. 1706)
- Martin Carlin, ebanista francese (n. 1730)
- Jacopo Cestaro, pittore italiano (n. 1718)
- Celestino Cominale, medico e scienziato italiano (n. 1722)
- Steva De Franchi, nobile e poeta italiano (n. 1714)
- Giovanni Francesco Fromond, fisico italiano (n. 1739)
- Pietro Gaspari, pittore e scenografo italiano (n. 1720)
- Giovanni Battista Gervasio, compositore italiano (n. 1725)
- Karl Otto von Gymnich, nobile e politico tedesco (n. 1715)
- Ion Oargă Cloșca, rivoluzionario rumeno (n. 1747)
- Ishikawa Toyonobu, pittore e incisore giapponese (n. 1711)
- Dard, scrittore e poeta indiano (n. 1719)
- Weyman Lee, matematico inglese (n. 1681)
- Thomas Leland, storico e traduttore irlandese (n. 1722)
- Michele Lofrano, artigiano italiano
- José Luzán, pittore spagnolo (n. 1710)
- Antoine Mahaut, flautista e compositore belga
- Saverio Manetti, medico e botanico italiano (n. 1723)
- Johann Jakob Moser, giurista tedesco (n. 1701)
- Krzysztof Perwanger, scultore polacco (n. 1700)
- Laura Piranesi, incisore italiana (n. 1755)
- Giuseppe Romei, pittore italiano (n. 1714)
- Franz Xaver Schnizer, compositore e organista tedesco (n. 1740)
- Nicola Sorricchio, storico e archeologo italiano (n. 1710)
- Torii Kiyomitsu, pittore e incisore giapponese (n. 1735)
- Vasile Ursu Nicola, rivoluzionario rumeno (n. 1731)
- José Velásquez, militare e esploratore spagnolo (n. 1717)
- Pio dal Borgo, giurista e letterato italiano (n. 1707)
- Josep Galceran III de Pinós-Santcliment, scrittore spagnolo (n. 1710)
- Johann Hermann von Riedesel, viaggiatore tedesco (n. 1740)